# A Liverpool FC játékosainak mozgása 2006-tól
Ez a lap az angol Liverpool FC 2006 óta történt átigazolásairól nyújt információt.

## 2006–2007-es szezon

### Érkeztek
- Jermaine Pennant: A Liverpoolba igazolását megelőző két évben az angol bajnokság legjobban beadó játékosa volt. Bár korábban szerepelt már nagy csapatban (az Arsenalhoz fiatal korában a Notts County-tól került, de nem tudott helyet követelni magának az akkoriban pályája csúcsán lévő Fredrik Ljungberggel szemben a kezdőcsapatban.) Alkoholproblémái és viselkedési zavarai miatt az Ágyúsok előbb többször kölcsönadták, végül a Birminghambe igazolt. Itt nyújtott teljesítménye miatt került a Daniel Alvesről lecsúszó Liverpool látókörébe, opciókkal együtt 6 millió fontért került az FA-kupa címvédőjéhez.[1]
- Craig Bellamy: A Blackburn Roversből érkezett, a szerződésében lévő 6 millió fontos kivásárlási árat fizette ki érte a Liverpool. Azelőtt játszott a skót Celtic FC-ben gólerős, vérbeli csatár, agresszív játékos, sokszor méregzsáknak titulálják, bár gólgyártása a Liverpoolban nehezen indult. Híres kakaskodásairól, és magánéleti problémáiról, Wales és Anglia éjszakai életének figurája. A szurkolók körében gyorsan nagy népszerűséget vívott ki magának, hiszen már a Newcastle-ben eltöltött évei alatt is többször hangoztatta, hogy fanatikus Liverpool-rajongó.[2]
- Dirk Kuijt: A holland Feyenoordtól érkezett.[3] A Holland Bajnokságban gólkirály volt, és saját bevallása szerint gyerekkorától a Liverpool FC-nek szurkol, így egy álma vált valóra.
- Fábio Aurélio a Liverpool legelső brazil játékosa, a balhátvéd a spanyol Valenciától jött.

### Távoztak
- Djibril Cissé az Olympique Marseille-be ment kölcsönbe, vételi opcióval.
- Chris Kirkland a Wigan Athleticbe ment kölcsön játékosnak, idény közben véglegesítették az adásvételt.
- Florent Sinama-Pongolle a Recreativo de Huelvába ment kölcsönbe.
- Scott Carson a Charlton Athleticbe ment kölcsönbe.
- Fernando Morientes a Valenciaba távozott.

## 2007–2008-as szezon
A Liverpool FC játékosigazolásai a 2007–2008-as idényre viszonylag későn indultak be a többi rivális csapathoz képest. Elsőnek a legfontosabb játékosokkal hosszabbítottak szerződést a Vörösök vezetői, így Steven Gerrard, Jamie Carragher,Daniel Agger, Steve Finnan, Sami Hyypiä, Xabi Alonso vagy Dirk Kuyt, Jermaine Pennant, Harry Kewell illetve Peter Crouch. Utánuk a kétszeres FA-kupa győztes ifjúsági csapat tagjai közül öten is szerződést hosszabbítottak a klubbal, ugyanakkor egykori olyan nagy liverpooli hősök távoztak a csapat életéből, mint Robbie Fowler, Luis García vagy Jerzy Dudek, vagy olyan kevésbé nagy időtartamot a Liverpoolnál töltő játékosok, mint Mark González, Boudewijn Zenden, Craig Bellamy és Daniele Padelli. A Liverpool sok nem túl híres, de annál tehetségesebbnek tűnő játékost is igazolt. Azonban nem maradtak adósak a nagy nevekkel sem, olyan játékosok jöttek szóba, mint Samuel Eto'o, Carlos Tévez vagy például Florent Malouda és Mancini, ám végül az Atlético Madrid fiatal tehetségét, Fernando Torrest, valamint az izraeli válogatott csapatkapitányt, Josszi Benajunt igazolták le, aki a West Hamnél játszott azelőtt, illetve az AFC Ajax holland támadója, Ryan Babel is megérkezett. Kölcsönbe szerződött Danny Guthrie, a Bolton Wanderers FC-hez 2008 júniusáig, Godwin Antwi a Hartlepool United FC-hez ugyancsak a szezon végéig, illetve az ausztrál kapus, Dean Bouzanis a Sydney FC-hez 2008 februárjáig. Djibril Cissé sorsa is végül eldőlt, hiszen a Liverpool nem akarta újra kölcsön adni a Marseillenek, habár eladását tervezték, így végül a francia klub megvette, ráadásul Zenden is a francia gárdához szerződött.

### Érkeztek
- Daniele Padelli kapus érkezett kölcsönbe, a Sampdoria U21-es olasz válogatottja.
- Jordy Brouwer, 18 éves holland labdarúgó, aki az Ajax Amsterdam csapatát hagyta ott a vörösök kedvéért.
- Álvaro Arbeloa a Real Madrid és a Deportivo La Coruna után 2007 elején érkezett a vörösökhöz, és a Barcelona elleni Bajnokok Ligája-meccsen már játszhatott is (melyet a Liverpool 1–2-re nyert).
- Francisco Manuel Durán a Málaga CF-től.[4]
- Javier Mascherano, az argentin középpályás a West Ham United-tól érkezett az FA engedélyével.[5]
- Andrij Voronyin a Bayer Leverkusen ukrán támadója 2007 nyarán érkezett a távozó Robbie Fowler helyére.[6]
- Sebastián Leto a Club Atlético Lanús csapatából érkező fiatal argentin bal oldali középpályás.
- Gary Mackay-Steven skót játékos a Ross Cuntry-ból érkezik.
- Astrit Ajdarevic a svéd Falkenbergs FF csapatától.
- Emiliano Insúa a Boca Juniorstól 18 hónapos kölcsönszerződés keretében.
- Lucas Leiva, a nagy tehetségnek tartott brazil középpályás 5 millió fontért érkezett még 2007-ben Liverpoolba, amint az akkori csapatának, a Gremionak nem volt érdekeltsége a Libertadores kupában.
- Németh Krisztián, az MTK labdarúgója 2007 májusában szerződött 18 évesen a Vörösök gárdájához.
- Simon András, Németh Krisztiánnal egy időben érkezett a Liverpoolhoz.
- Nyikolaj Mihajlov, a 19 éves bolgár kapus harmadik számú kapusnak érkezik a Liverpoolhoz, a Levszki Szófiától.
- Fernando Torres, az Atlético Madrid csatára, 16,2 millió fontért, és Luis Garciáért cserébe érkezik Liverpoolba, ahol a 9-es számú mez lesz az övé, melyet egykoron Ian Rush, vagy például Robbie Fowler is viselt. A Vörösök sokat várnak a méltán Európa egyik legjobb játékosának tekintett 23 éves spanyoltól. Szerződése 6 évre köti Liverpoolhoz.
- Ryan Crowther 18 éves szélső a Stockporttól érkezett. Az átigazolási összeget nem hozták nyilvánosságra.
- Mihail Alexandrov, a bolgár középpályás a 2005-ös bolgár bajnok PFC CSKA Sofia-tól érkezett 2007-ben.
- Martin Hansen kapus profi szerződést írt alá Liverpoollal.
- Michael Collins csatár profi szerződést írt alá Liverpoollal.
- Josszi Benajun a West Ham középpályása, valamint az izraeli labdarúgó-válogatott csapatkapitánya, 5 millió font körüli érték fejében érkezett a Liverpoolhoz.[7]
- Ryan Babel, a tehetséges holland szélső az Ajax Amsterdam csapatától érkezett.[8]
- Charles Itandje, a fekete kapus a francia RC Lens-tól érkezett Liverpoolba.[9]
- Martin Škrtel szlovák hátvéd a Zenyittől érkezett.

### Távoztak
- Robbie Fowler, az "Isten" (ezt a becenevet adta neki a KOP, és használja mind a mai napig az összes Liverpool-szurkoló) 2007-ben a Cardiff City-be távozott.[10] Utolsó meccse, a 'Pool utolsó bajnoki mérkőzése, a Charlton elleni 2-2-es meccs volt.
- Mark González nagy meglepetésre távozott Liverpoolból, méghozzá Spanyolországba, a Betisbe igazolt.
- Boudewijn Zenden is távozott, bár kisebb meglepetésre, mint a chilei González. Ő a francia bajnokságban szereplő nagy múltú Olympique Marseille-nél folytatta pályafutását.
- Jerzy Dudek, a 2005-ös isztambuli csoda egyik főhőse távozott a Liverpoolból, a híres Real Madridban folytatja, bár már korábbi együttese, a holland Feyenoord is érdeklődött utána.[11]
- Daniele Padelli, a fiatal olasz kapus visszatért Olaszországba.[12]
- Luis García 3 évre a spanyol Atlético Madrid játékosa lett. Ez az igazolás része a Fernando Torrest Liverpoolba hozó üzletnek.[13]
- Djibril Cissé is távozott Zendennel együtt. A Marseille-be igazol a francia, aki egy időben igen nagy szerepet töltött be a Vörösök életében. (Bár már az előző idényben is a francia gárdánál volt kölcsönben és idén 5 éves szerződést kötött velük.)
- Craig Bellamy bár szép pillanatokat szerzett a Vörösöknek, a West Ham Unitedbe igazolt 7,5 millió fontért.[14]
- Mohamed Sissokót Olaszországba szerződött, tavasszal a Juventus vette meg.

## 2008–2009-es szezon

### Érkeztek
- Philipp Degen svájci jobbhátvédet a német Borussia Dortmund csapatától vásárolta meg a Liverpool.[15]
- Andrea Dossena olasz védő az Udineseből érkezett a nyáron és négy évre szóló szerződést írt alá a vörösöknél.[16]
- Diego Cavalieri brazil kapus a Palmeiras-ból jött.
- David N'Gog francia támadó a PSG-től érkezett.
- Robbie Keane, az ír támadó klubrekordot jelentő összegért, 19+1,3 millió fontért hagyta el a Tottenhamet.
- Pölöskei Zsolt, a magyar középpályás kölcsönbe érkezett az MTK Budapest együttesétől.
- Nikola Sarić, a fiatal dán csatár a Herfölge FC-től érkezett.
- Vincent Lucas Weijl, a fiatal holland középpályás az AZ együttesét hagyta el a Liverpool kedvéért.
- Vitor Flora brazil ifjút a Botafogotól szerezték.
- Albert Riera szélső a spanyol RCD Espanyolból jött.[17]

### Távoztak
- Harry Kewell, az ausztrál támadót elengedte a Liverpool, aki a török Galatasaray csapatába távozott.[18]
- Anthony Le Tallec francia támadó véglegesen a Le Mans csapatába ment.[19]
- John Arne Riise, a Liverpool ballábas norvég védője az olasz AS Romába igazolt 4 millió euróért.[20]
- Peter Crouch július 11-én a Portsmouthba igazolt.[21]
- Danny Guthrie július 14-étől a Newcastle csapatában folytatja.[22]
- Scott Carson július 18-án a West Bromwichba igazolt.[23]
- Steve Finnan a katalánoktól érkezett Albert Riera cseréjeként fogható fel, tehát az ír jobbhátvéd az Espanyolba ment.
- Robbie Keane fél év után tért vissza a londoni Tottenham Hotspur csapatához,[24] így a Liverpool mintegy 7 millió fontot veszített az üzleten.

## 2009–2010-es szezon
A nyár elején már tudni lehetett, hogy a legendás finn hátvéd, Sami Hyypiä 10 év után távozik a klubtól, kétéves szerződést kötött a német Bayer Leverkusennel. Őt az elmúlt szezon második felét a Portsmouthnál töltő Jermaine Pennant követte, akinek szintén lejárt a szerződése, a spanyol Real Zaragoza játékosa lett. Távozott továbbá a Görögországban kölcsönként szereplő argentin Sebastián Leto, akit a Panathinaikósz vett meg. Két spanyol játékos pedig hazájába tért vissza, mindketten a Real Madrid csapatához. Elsőként a jobbhátvéd Álvaro Arbeloa igazolt nevelőegyesületéhez, majd Xabi Alonsót is megszerezték a fővárosiak. Paul Anderson a Nottingham Foresthez, Adam Hammill pedig a Barnsley csapatához szerződött. Többen is külföldre kerültek kölcsönjátékosként, például a magyar támadó kettős, Németh Krisztián és Simon András, valamint a francia kapus Charles Itandje.
A Liverpool szerzeményei között szerepel az angol jobbhátvéd Glen Johnson és az augusztusban érkezett olasz Alberto Aquilani, Arbeloa illetve Xabi Alonso helyére. Rajtuk kívül ifjú reménységeket szerzett meg a csapat, mint a PSG-től érkezett francia védő Chris Mavinga vagy az angol szélső Aaron King. Az átigazolási időszak végén az 50-szeres görög válogatott Szotíriosz Kirjákosz érkezett a csapatba a védelem erősítésére.
A téli átigazolási szezon első távozója Andrea Dossena volt, aki visszatért Olaszországba, a Napoli csapatához. Pár nappal később Andrij Voronyin a Gyinamo Moszkvához igazolt.
2010. január 13-án az argentin Maxi Rodríguezt szerezte meg a Liverpool az Atlético Madridtól.

### Érkeztek
- Glen Johnson angol jobbhátvéd négy évre érkezett a Portsmouth csapatától.[25]
- Chris Mavinga ifjú francia védő a PSG-től érkezett.[26]
- Alberto Aquilani 5 évre szerződött Liverpoolba, az AS Romától érkezett a távozó Xabi Alonso helyére.[27]

### Távoztak
- Sami Hyypiä, a legendás finn hátvéd 10 év után, szerződése lejártával Liverpoolból két évre a német Bayer Leverkusen csapatához szerződött.[28]
- Sebastián Leto, aki az elmúlt szezont kölcsönben töltötte az Olimbiakósznál, a szintén görög Panathinaikószhoz igazolt.[29]
- Jermaine Pennant a spanyol Real Zaragoza csapatába igazolt.[30]
- Álvaro Arbeloa, a spanyol jobbhátvéd nevelőegyesületébe, a nyáron nagy neveket igazoló Real Madridba tért vissza két és fél évnyi szolgálat után.[31]
- Xabi Alonso hosszas tárgyalások után követte honfitársát Madridba, így a Real végül megszerezte a hőn áhított középpályást.

## 2010–2011-es szezon

### Érkeztek
- Jonjo Shelvey a Charlton Athletic FC-től 1,7 millió fontért. Az összeg a záradékoknak megfelelően később 3 millió fontra emelkedhet.
- Milan Jovanović a belga Standard Liège-től érkezett, 2014-ig írt alá.
- Joe Cole a Chelsea FC-től, ingyen.
- Danny Wilson a Rangers FC-től, 2 millió fontért, ami teljesítménytől függően akár 5 millió fontra is emelkedhet.
- Fábio Aurélio szerződését nem hosszabbította meg Rafael Benítez, de utódja, Roy Hodgson ismét szerződtette a brazilt.
- Christian Poulsen a Juventus FC-től, 4,55 millió fontért, ami teljesítményétől függően további 1 millió fonttal növekedhet.
- Brad Jones a Middlesbrough FC-től, 2,3 millió fontért.
- Raul Meireles az FC Portótól 11,5 millió fontért.
- Paul Konchesky a Fulham FC-től, 3,5 millió fontért, valamint Lauri Dalla Valle és Alex Kacaniklic játékjogáért. A két fiatal labdarúgót 1,5 millió értékben számították be, így az átigazolás összértéke 5 millió font volt.
- Luis Alberto Suárez az AFC Ajaxtól, 22,8 millió fontért.
- Andy Carroll a Newcastle United FC-től, 35 millió fontért.

### Távoztak
- Mikel San José Domínguez az Athletic Bilbaóhoz, 2,6 millió fontért.
- Fábio Aurélio szerződése a 2009-2010-es szezon végén lejárt, ingyen igazolhatóvá vált.
- David Martin a Milton Keynes Dons FC-hez, ingyen.
- Josszi Benajun a fővárosi Chelsea csapatához szerződött 4 évre.[32]
- Albert Riera az Olimbiakószhoz, 3,3 millió fontért. Amennyiben első szezonjában új klubjával megnyeri a görög bajnokságot, a Liverpool újabb 1,7 millió fontot kap.
- Diego Cavalieri az AC Cesenához, 3 millió fontért.
- Németh Krisztián az Olimbiakószhoz, 1 millió fontért.
- Javier Mascherano az FC Barcelonához, 17,25 millió fontért.
- Lauri Dalla Valle és  Alex Kacaniklic a Fulham FC-hez, összesen 1,5 millió font értékben.
- Damien Plessis a PAE Panathinaikósz AÓ-hoz, ismeretlen összegért.
- Charles Itandje a PAE APSZ Atrómitosz Athinónhoz, ingyen.
- Ryan Babel a TSG 1899 Hoffenheimhez, 5,8 millió fontért.
- Fernando Torres a Chelsea FC-hez. A felek megállapodása szerint a Liverpool Andy Carroll vételárát plusz 15 millió fontot kap a spanyol világbajnokért, így összességében 50 millió fontért zajlott le az átigazolás.